# Music Industry Awards 2024

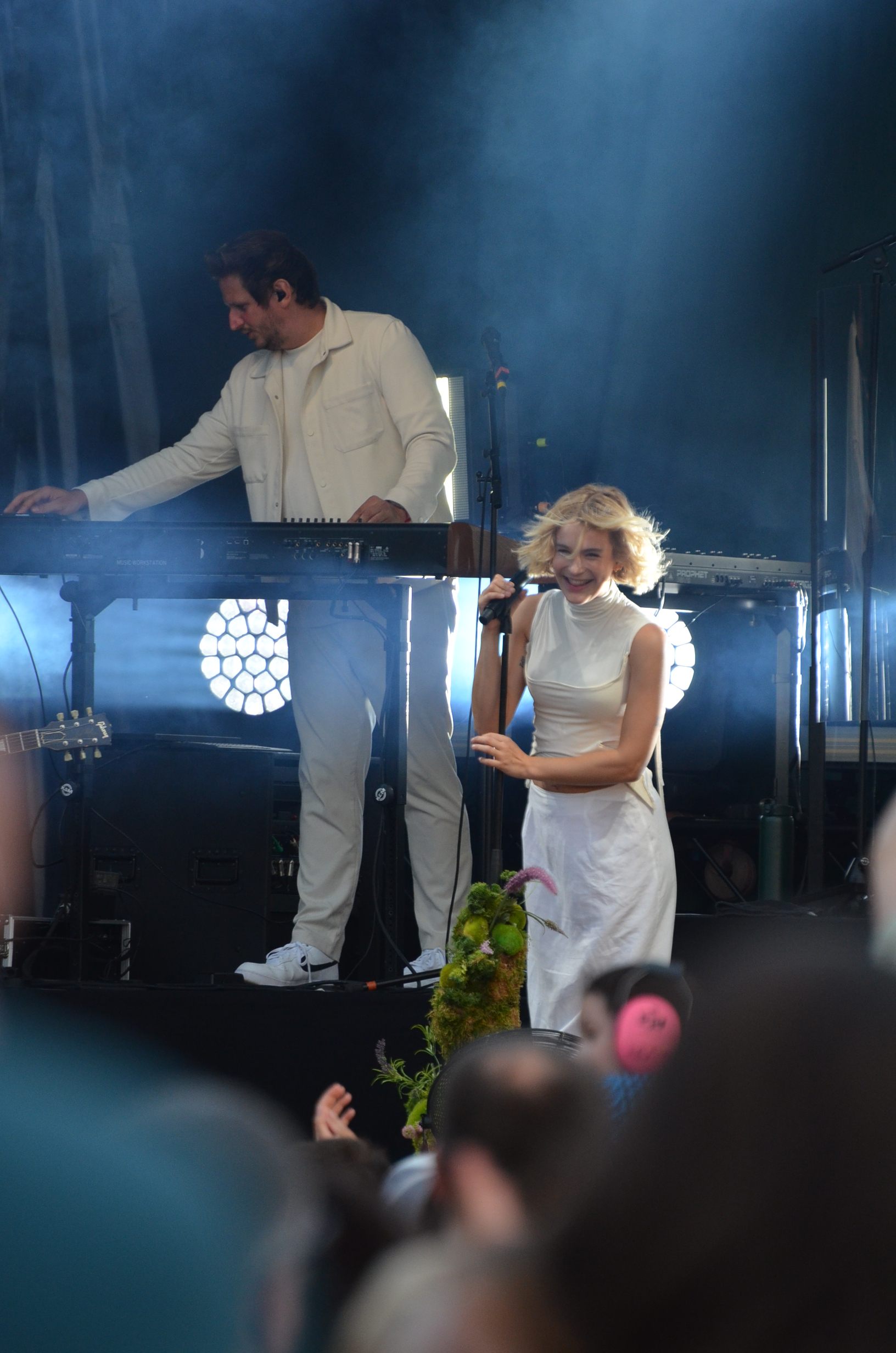
Pommelien Thijs, grote winnaar van de MIA's, won voor het derde jaar op rij de award voor Hit van het jaar.

De Music Industry Awards 2024 was de zeventiende editie van de Music Industry Awards, die uitgereikt werden op 29 januari 2025, voor de tweede keer in het Antwerps Sportpaleis. Pommelien Thijs werd net zoals vorig jaar de topgenomineerde met 7 nominaties. Daarnaast werd Glints ook 7 keer genomineerd, 3 keer solo en 4 keer met zijn hiphopproject Glintsal. Daarnaast volgen Sylvie Kreusch met 6 en Maksim en Bolis Pupul met 5 nominaties.
De lifetime achievement award ging naar Salvatore Adamo. De sector lifetime achievement award ging naar Pukkelpop.

## Optredens
| Artiesten                   | Nummer(s)                |
| --------------------------- | ------------------------ |
| Berre                       | Happier                  |
| Compact Disk Dummies        | FOMO                     |
| Glints DAAN                 | (Not a) Housewife        |
| Maksim                      | Ik wil dat je liegt      |
| Omdat het kan & Average Rob | On met la patat          |
| Pommelien Thijs             | Het beste moet nog komen |
| Sylvie Kreusch              | Comic Trip               |
| Salvatore Adamo             | C'est ma vie             |

## Categorieën en genomineerden

### Mia's bepaald door het publiek

#### Hit van het jaar
- Het beste moet nog komen - Pommelien Thijs
- Ik wil dat je liegt - Maksim Stojanac & Hannah Mae
- Hou mij vast - Bazart & Pommelien Thijs
- Angel Face - Oscar and the Wolf
- Head Down - Lost Frequencies & Bastille

#### Beste album
- I'll Call You When I'm Home - Berre
- Taste - Oscar and the Wolf
- Heimwee - Eefje de Visser
- Comic Trip - Sylvie Kreusch
- Letter to Yu - Bolis Pupul

#### Beste solo artiest
- Pommelien Thijs
- Maksim
- Sylvie Kreusch
- Glints
- Loverman

#### Beste groep
- Clouseau
- Compact Disk Dummies
- Brutus
- Whispering Sons
- Glintsal

#### Beste doorbraak
- Maksim
- Omdat Het Kan & Average Rob
- Meltheads
- Glintsal
- Bolis Pupul

#### Beste hiphop
- Brihang
- Glints
- Glintsal
- Jazz Brak
- Dikke

#### Beste pop
- Pommelien Thijs
- Oscar and the Wolf
- Maksim
- Emma Bale
- Aaron Blommaert

#### Beste dance
- Lost Frequencies
- Charlotte de Witte
- Compact Disk Dummies
- Bolis Pupul
- Aili

#### Beste alternative
- Eefje de Visser
- Sylvie Kreusch
- Brutus
- BLUAI
- Loverman

#### Beste Vlaams populair
- Sam Gooris
- Willy Sommers
- Bart Kaëll
- Günther Neefs
- Belle Perez

#### Beste Nederlandstalig
- Pommelien Thijs
- Maksim
- Clouseau
- Eefje de Visser
- Het Zesde Metaal

### Mia's bepaald door de sector

#### Beste videoclip
- Comic Trip - Sylvie Kreusch
- Het beste moet nog komen - Pommelien Thijs
- Decent Sex - Meltheads
- Nandakke? - Aili
- Completely Half - Bolis Pupul

#### Beste live act
- Brutus
- Brihang
- Pommelien Thijs
- Glints
- Loverman

#### Beste artwork
- Comic Trip - Sylvie Kreusch
- Taste - Oscar and the Wolf
- The Signal - Compact Disk Dummies
- Letter to Yu - Bolis Pupul
- Glintsal (Vol 1) - Glintsal

#### Beste muzikant
- Victor Defoort
- Marc Bonne
- Tom Lodewyckx
- Wietse Meys
- Jo Hermans

#### Beste auteur / componist
- Sylvie Kreusch & Jasper Segers
- Maarten Devoldere (Warhaus)
- Bram Vanparys (The Bony King of Nowhere)
- Gertjan Van Hellemont (Douglas Firs)
- Willem Vanderstichele

#### Beste producer
- Pieterjan Coppejans
- David & Stephen Dewaele
- Jeroen De Pessemier
- Faisal Chatar
- Bert Vliegen

## Meeste nominaties[3]
| Aantal nominaties | Artiest              |
| ----------------- | -------------------- |
| 7                 | Glints               |
| 7                 | Pommelien Thijs      |
| 6                 | Sylvie Kreusch       |
| 5                 | Maksim               |
| 5                 | Bolis Pupul          |
| 4                 | Oscar and the Wolf   |
| 3                 | Brutus               |
| 3                 | Compact Disk Dummies |
| 3                 | Eefje de Visser      |
| 3                 | Loverman             |

| Aantal awards | Artiest         |
| ------------- | --------------- |
| 4             | Pommelien Thijs |
| 3             | Sylvie Kreusch  |

## Trivia
De liveshow van de MIA's had mogelijk een klein effect op de albumhitlijsten van Ultratop. Grote winnares Pommelien Thijs steeg met haar debuutalbum naar plaats 6 (+6). En de andere grote winnares Sylvie Kreusch stond in de week na de show op plaats 13 met Comic Trip (+49). Maksim stond op de 45ste plaats met Dagdromer (+2). Winnaar van Album van het jaar Berre klom maar liefst 84 plaatsen naar plaats 55. En Heimwee van Eefje de Visser kwam terug de albumlijst binnen op plaats 141.